# Jean Wendling
Jean Wendling (Bischheim, 29 de abril de 1934) é um ex-futebolista francês.

## Carreira
Wendling integrou o elenco da Seleção Francesa de Futebol, da Euro de 1960.

## Clubes
- 1951-1957 : RC Strasbourg  França
- 1957-1959 : Toulouse FC  França
- 1959-1965 : Stade de Reims  França
- 1965-?? : AS Pierrots Vauban Strasbourg  França

## Seleção nacional
- 1959-1963 : 26 seleções com a Seleção Francesa de Futebol